# Nîjnii Verbij, Colomeea
Nîjnii Verbij (în ucraineană Нижній Вербіж) este o comună în raionul Colomeea, regiunea Ivano-Frankivsk, Ucraina, formată numai din satul de reședință.

## Demografie
Componența lingvistică a comunei Nîjnii Verbij
     Ucraineană (99,78%)
     Alte limbi (0,22%)
Conform recensământului din 2001, majoritatea populației comunei Nîjnii Verbij era vorbitoare de ucraineană (99,78%), existând în minoritate și vorbitori de alte limbi.